# Chinesischer Turm (München)

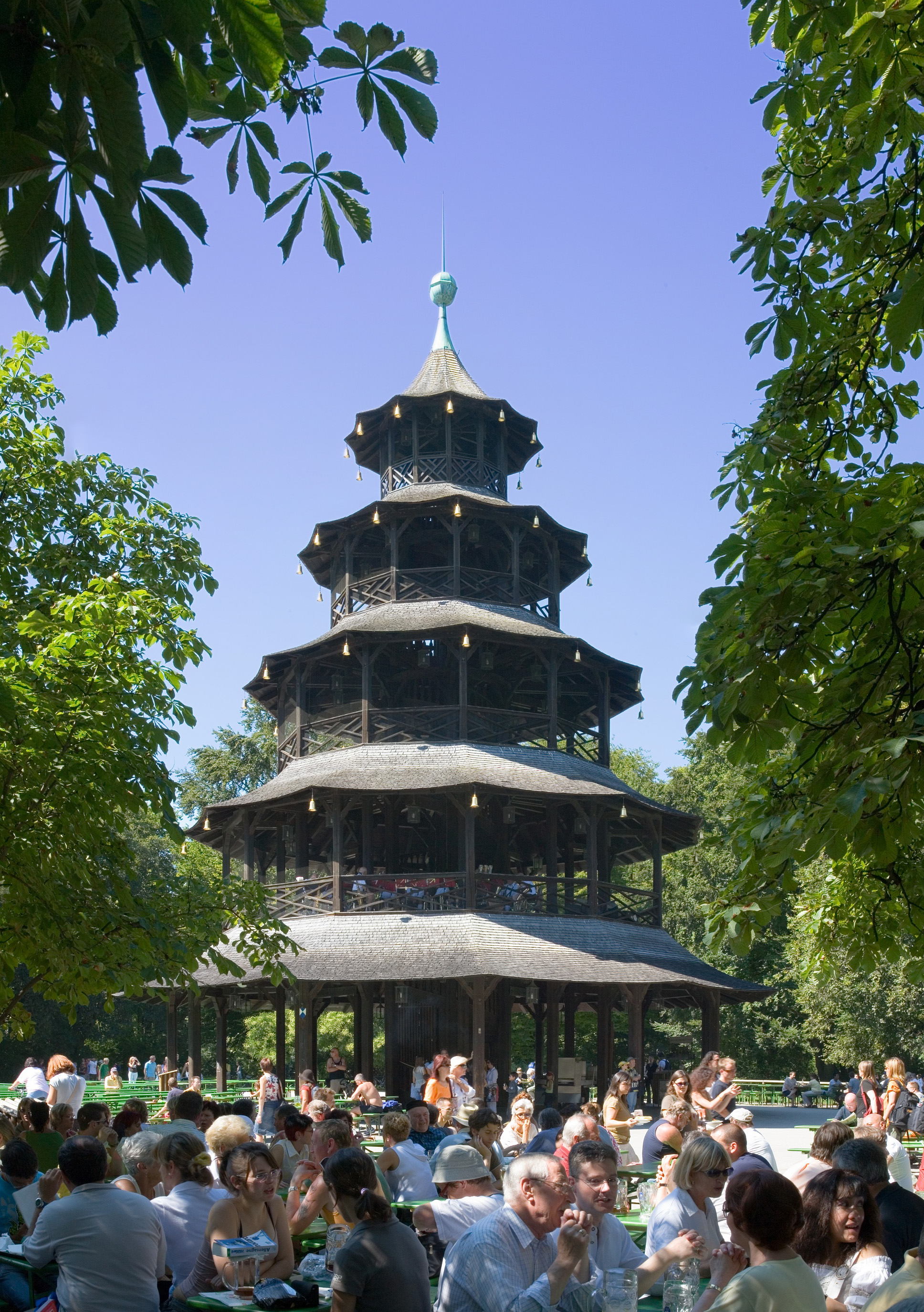
Chinesischer Turm

Der Chinesische Turm, auch als Chinaturm und zu Beginn als Große Pagode bekannt, ist ein 25 Meter hoher Holzbau im Stile einer Pagode, der im Englischen Garten in München steht. Das Bauwerk wurde in den Jahren 1789 bis 1790 erbaut und 1792 mit der Eröffnung des Englischen Gartens als Aussichtsplattform der Öffentlichkeit zugänglich gemacht. Bei einem der Luftangriffe auf München während des Zweiten Weltkriegs brannte der Chinesische Turm ab, wurde jedoch 1952 nach der Rekonstruktion wiedereröffnet. Der Turm gilt heute als ein Wahrzeichen des Englischen Gartens.
In den 1970er Jahren wurde das Bauwerk aus Sicherheitsgründen geschlossen und darf seither nur noch von den dort regelmäßig spielenden Blaskapellen betreten werden. Am Chinesischen Turm stehen ein ebenfalls inzwischen rekonstruiertes Karussell aus dem Biedermeier sowie zahlreiche Gastronomien. An jedem dritten Juli-Sonntag wird der sogenannte Kocherlball, eine 1989 wiederbelebte Veranstaltung, am Chinesischen Turm gefeiert.

## Lage und Anbindung
Der Chinesische Turm befindet sich im südlichen Teil des Englischen Gartens im Stadtteil Lehel. Das Bauwerk liegt nördlich des Monopteros und der Ökonomiegebäude und wenige Meter östlich des Oberstjägermeisterbachs. In östlicher Richtung der Turmkonstruktion befindet sich das Rumfordhaus.
Der Chinesische Turm kann mit den öffentlichen Verkehrsmitteln der Münchner Verkehrsgesellschaft erreicht werden. In unmittelbarer Nähe halten Linienbusse an der Haltestelle Chinesischer Turm, dessen Haltebereich lediglich von öffentlichen Verkehrsmitteln sowie Fahrradfahrern befahren werden darf. Ebenfalls kann der Turm durch eine Straßenbahnlinie von der Haltestelle Tivolistraße erreicht werden. Von dort aus gibt es auch Anschluss zu den Buslinien, die weiter zur Haltestelle Chinesischer Turm fahren. Der nächste U-Bahnhof ist Giselastraße, ein Bahnhof, auf dem zwei Linien der Stammstrecke 1 verkehren. Von dort aus wird zusätzlich ein Fußweg von zehn Minuten durch den Englischen Garten benötigt.

## Geschichte

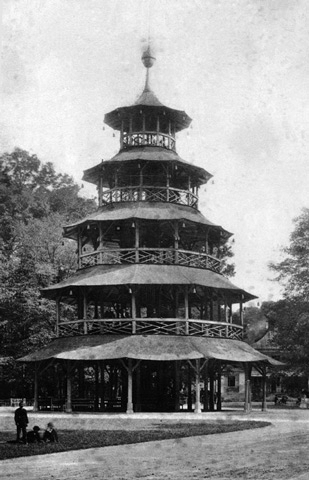
Der Originalbau um 1895

In den Jahren 1789 und 1790 wurde der Chinesische Turm von Johann Baptist Lechner nach einem Entwurf von Joseph Frey als Teil des geplanten Volksparks, dem heutigen Englischen Garten, errichtet. Die Bauausführung übernahmen Johann Baptist Erlacher und Martin Heilmayr, zwei heimisch verwurzelte Hofzimmermeister. In diesen Jahren war der chinesische Baustil in Europa modisch, sodass Benjamin Thompson, der die Oberaufsicht der Anfertigung des Englischen Gartens hatte, die Konstruktion im noch nicht eröffneten Volkspark befürwortete beziehungsweise selbst den Bau anregte. Vorbild war die rund 50 Meter hohe Pagode in den Londoner Royal Botanic Gardens, die wiederum ein Nachbau der Majolikapagode in Peking ist. Zwei Jahre nach Fertigstellung der „großen Pagode“, wie man den Chinesischen Turm zu Beginn nannte, wurde in der Nähe des Turms das erste Hoffest im Englischen Garten, damals noch bekannt als „Theodors-Park“, zelebriert. Im selben Jahr wurde die Parkanlage und damit auch der Chinesische Turm der Öffentlichkeit freigegeben; zuvor war das Gelände Jagdbezirk der Wittelsbacher gewesen.
Zu Beginn diente die Turmkonstruktion vorrangig als Aussichtsplattform. Überlieferungen zufolge waren die umliegenden Bäume zur Bauzeit nicht höher als das zweite Obergeschoss. Inzwischen überragen viele Bäume den Holzbau, sodass er als Aussichtsplattform nicht mehr geeignet ist. Durch die nahe gelegenen Gastronomien erhielt das Bauwerk jedoch seine heutige Popularität und entwickelte sich der Autorin Daniela Dau zufolge zum „Herzstück des Englischen Gartens“.
Friedrich Ludwig Sckell, der ab 1804 die Hofgärten in Bayern und damit auch den Englischen Garten verwaltete, legte 1807 einen Neuentwurf des Englischen Gartens vor, in dem er den bereits errichteten Chinesischen Turm wieder abreißen lassen wollte. Als Stilpurist wollte er stattdessen große architektonische Staffagen vermeiden und den Park auf wenige, einfache klassizistische Bauwerke beschränken. Ihm zufolge habe zudem „der chinesische Geschmack der Baukunst keine Nachahmung verdient“. Sein Vorhaben konnte er jedoch nicht durchsetzen.
Der Chinesische Turm erlitt häufig Brandschäden, die jedoch stets wieder repariert wurden. Am 13. Juli 1944, gegen Ende des Zweiten Weltkriegs, brannte die Turmkonstruktion durch einen Phosphorbombenabwurf ab. Der originalgetreue Wiederaufbau erfolgte von 1951 bis 1952 durch den Architekten Franz Zell und die feierliche Übergabe des wiedererrichteten Bauwerks fand am 6. September desselben Jahres statt. Die Konstruktion gilt seither als „Wahrzeichen des Englischen Gartens“. 1960 wurde der Turm der Öffentlichkeit wieder zugänglich gemacht. Seit den 1970er Jahren bleibt der Einlass für Gäste jedoch aus Sicherheitsgründen verwehrt; lediglich den dort spielenden Blaskapellen wird der Aufstieg gestattet. Nur selten, wie am 6. September 2002, anlässlich des 50. Jubiläums der Wiedererrichtung, werden Turmbesteigungen für bis zu 15 Personen mit einer Führung angeboten.
Bereits 2002 wurde im Chinesischen Turm einer von zwei WLAN-Hot-Spots im Englischen Garten eingerichtet. Es diente erfolgreich als ein deutschlandweiter Pilotversuch eines solchen Angebots.

## Architektur

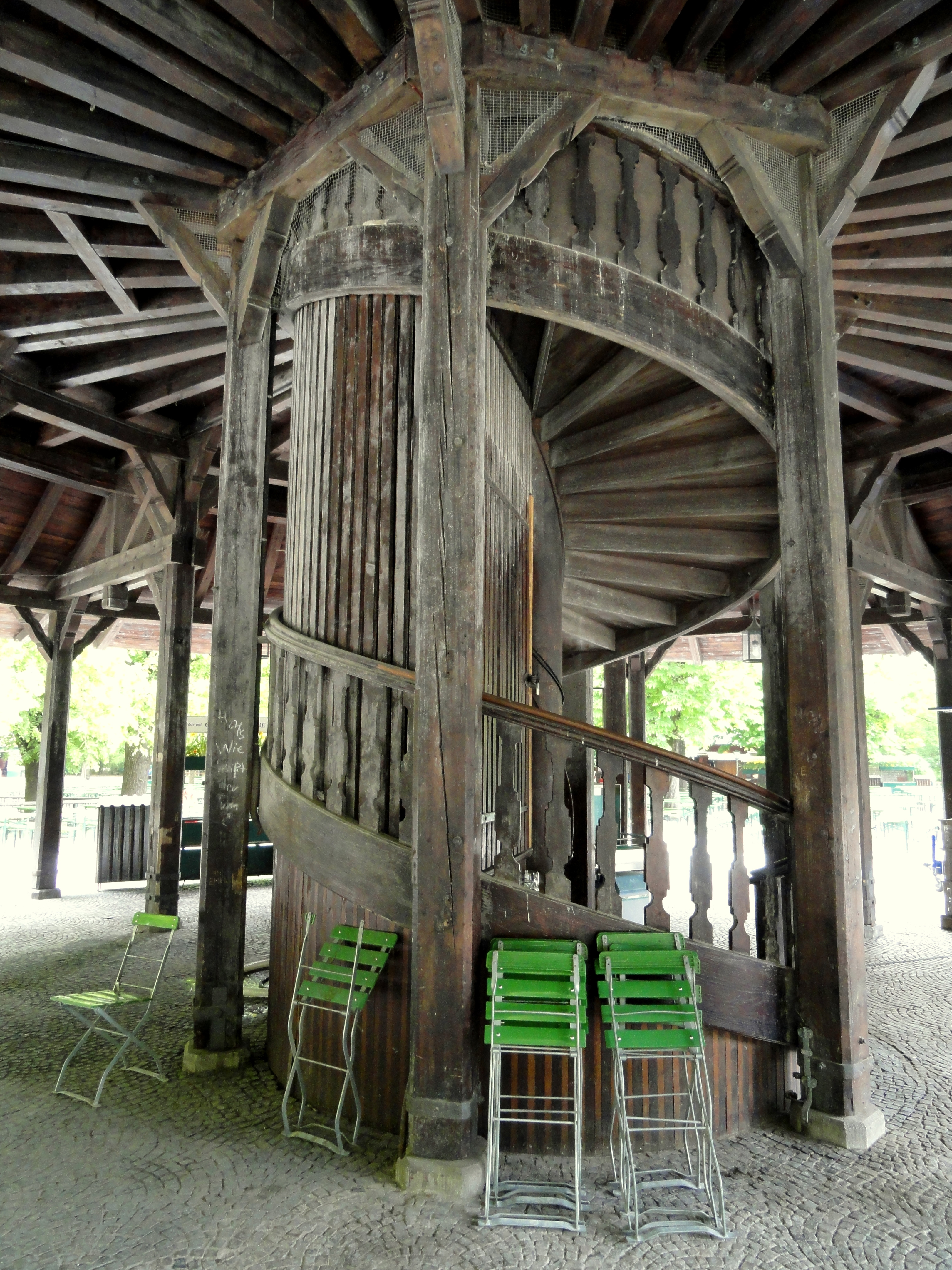
Wendeltreppe

Der aus Holz gebaute Chinesische Turm soll an einen chinesischen Tempel im Stil einer Pagode erinnern. Das Bauwerk ist 25 Meter hoch und hat mit dem Erdgeschoss fünf Stockwerke. Wie eine Tanne wird der Durchmesser des vieleckigen Bauwerks, das an jeder Ecke mit einer Säule befestigt wurde, pro Etage schmaler. An der Außenseite jeder Etage sind Schindeldächer angebracht. Weiter innen hängen an den Ecken vergoldete Glocken. In der Mitte des Gebäudes befindet sich eine die Stockwerke verbindende Wendeltreppe. Unter dem Boden wurden in jeder Etage ab dem ersten Stockwerk zusätzliche Holzbalken befestigt. Der maximale Durchmesser des Chinesischen Turms beträgt etwa 19 Meter, der minimale Durchmesser einer Etage 6 Meter.
Neben dem Rumfordhaus und dem Monopteros gilt der Chinesische Turm heute als eine von drei „Stimmungsarchitekturen“ im Volkspark.

## Karussell
Ein erstes Kinderkarussell in der Nähe des Chinesischen Turms wurde 1823 errichtet, ist inzwischen jedoch nicht mehr vorhanden. Seit 1913 steht für Kinder wieder ein Karussell mit holzgeschnitzten Tierfiguren (Hirsch, Steinbock, Kamel, Giraffe, Pferd, Storch und Flamingo) beziehungsweise mit altmodischen Kutschen, Wagen und Schlitten zur Verfügung. Das Karussell mit Biedermeier-Figuren dreht seither zu Walzenorgel- und Polyphon-Musik seine Runden. Dabei sind die Tierfiguren mit den Objekten auf je einen Innen- und Außenkreis verteilt. Der Pavillonbau befindet sich seit 1977 im Besitz des Bayerischen Freistaats. Neben dem Karussell steht ein Spielplatz für die Kinder. Das Karussell wurde vom Bildhauer Joseph Erlacher und dem Dekorationsmaler August Julier erdacht, angefertigt und bemalt. Wie der Chinesische Turm und der gesamte Englische Garten wird das gesamte Ensemble von der Bayerischen Schlösserverwaltung betrieben.

## Veranstaltungen

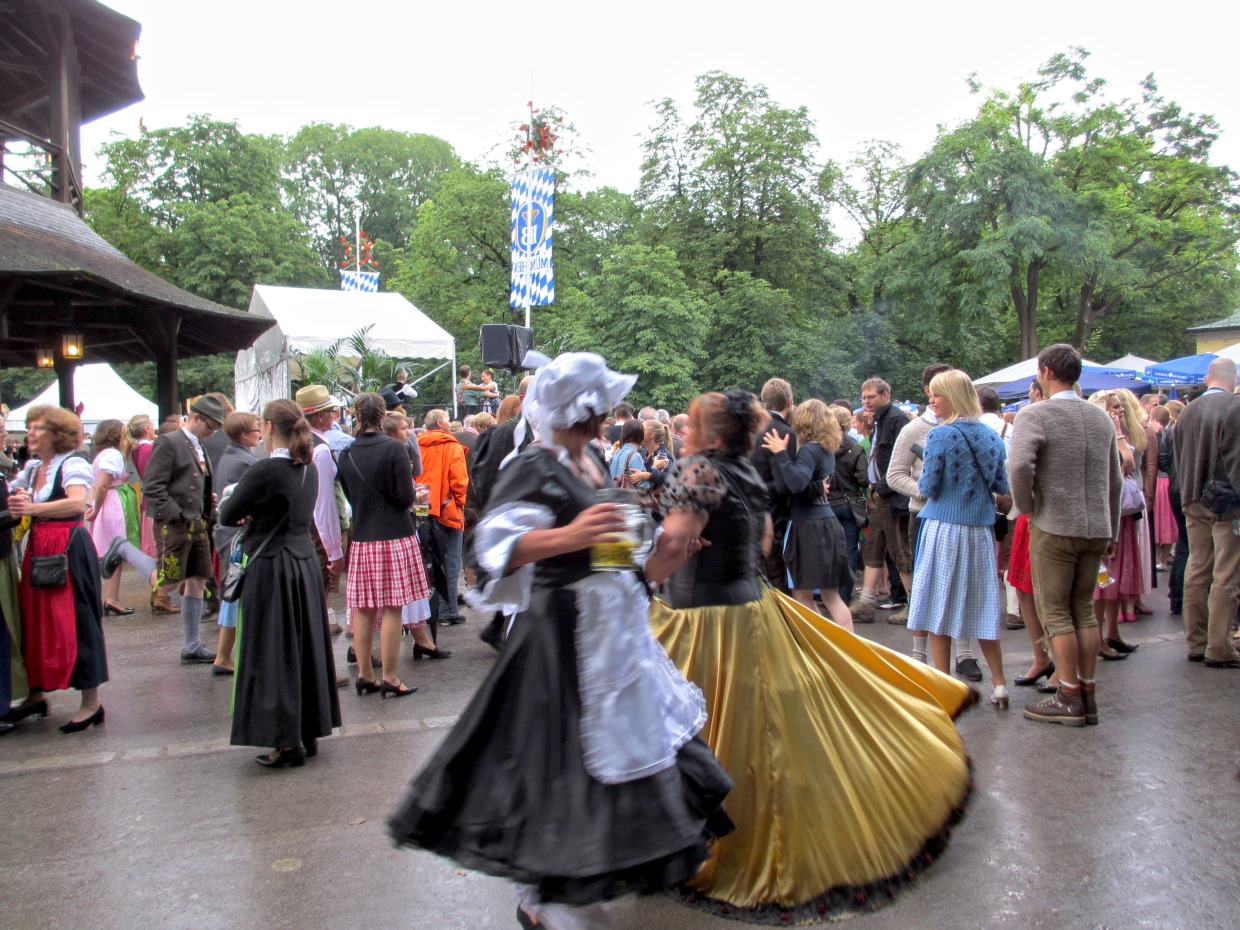
Kocherlball 2012

Am Chinesischen Turm finden regelmäßige und unregelmäßige öffentliche Veranstaltungen statt.
Zum Kocherlball treffen sich am dritten Juli-Sonntag um 6:00 Uhr morgens zahlreiche Frauen und Männer in Trachten am Chinesischen Turm, um Volkstänze und Walzer zu Musik zu tanzen. Die Veranstaltung ist nach einem Brauch der Köche, Mägde und Diener benannt, die sich im Sommer jeden Sonntag vor Arbeitsbeginn am Chinesischen Turm zum Tanz verabredeten. Der Ball entstand um 1880 und rund 5.000 Menschen beteiligten sich zu dieser Zeit an der Veranstaltung. 1904 wurde der Kocherlball allerdings aus „Mangel an Sittlichkeit“ polizeilich verboten. 1989, im Rahmen der 200-Jahr-Feier des Englischen Gartens, wurde die Tradition neu belebt; allerdings wird seitdem nur noch an einem Sonntag im Jahr die Tradition gefeiert. Im ersten Jahr des wiederbelebten Kocherlballs waren circa 15.000 Menschen daran beteiligt. Die Zahl pendelte sich in den folgenden Jahren auf meist über 10.000 Gäste ein. So gab es beispielsweise 2002 und 2013 je etwa 12.000 Besucher und zur 16. Neuauflage kamen erneut circa 15.000 Gäste. 2014 wurde die Tradition zur Feier des 100-jährigen Jubiläums des Tölzer Kurhauses in Bad Tölz aufgegriffen und auch dort ein Kocherlball gefeiert.
Neben dem Kocherlball wurden zur 200-Jahr-Feier des Englischen Gartens 21 weitere Veranstaltungen am Chinesischen Turm abgehalten. In der Weihnachtszeit befindet sich am Chinesischen Turm jährlich ein Weihnachtsmarkt.
Im Sommer wird an Sonn- und Feiertagen im ersten Stock des Chinesischen Turms im Wechsel durch die Kapellen Rossbachtaler sowie Thoma Blasmusik gespielt. Bei gutem Wetter spielen die Musiker zusätzlich auch am Mittwoch sowie am Freitag bis zum frühen Abend.

## Gastronomien
Während der Biedermeier-Zeit, also etwa von 1825 bis 1848, gab es südlich des Chinesischen Turms die Chinesische Wirtschaft, in der sowohl eine Kegelbahn als auch ein Tanzboden existierten. Zu dieser Zeit wurde im und am Chinesischen Turm Bier ausgeschenkt. Dreimal die Woche wurde Tanzmusik gespielt und dazu gab es Konzerte oder Militärkapellen. Zur Zeit der Chinesischen Wirtschaft standen an dieser Stelle zudem vier kleine Holzpavillons mit charakteristisch geschweiften Dächern. 1912 wurde an dieser Stelle eine neue Gaststätte errichtet.
Seit 1974 ist am Chinesischen Turm ein Biergarten unter der Führung der Wirtin Antje Schneider beheimatet, der mit 7.000 Sitzen nach dem Hirschgarten den zweitgrößten Biergarten Münchens darstellt. Der Biergarten, der Hofbräubier ausschenkt, gilt heute als ein beliebter Ort für Touristen. In den Biergarten darf aus bayerischer Tradition die eigene Brotzeit zum Verzehr mitgebracht werden.
Neben dem Biergarten befindet sich außerdem das Restaurant am Chinesischen Turm. Dieses bietet regionale und internationale Küche an. Während des 19. Jahrhunderts speiste im Restaurant häufig die Hofgesellschaft.

## In Kunst und Literatur
Der Chinesische Turm wird in der Kunst und in der Literatur häufig in Bezug mit dem Englischen Garten erwähnt oder abgebildet. 1830 schrieb Moritz Gottlieb Saphir ein Gedicht mit dem Titel Der chinesische Thurm über das Treiben der Menschen und der Natur am Bauwerk. Fünf Jahre später wurde ein begeisterter Brief von Bettina von Arnim an Johann Wolfgang von Goethe veröffentlicht, in dem sie auch über die „chinesische[n] Thürme“ schreibt. In Frühstück mit Blechmusik veröffentlichte 1840 ein anonymer Autor im Vaterländischen Magazin eine Kolumne über die Stimmung beim Essen an der Turmkonstruktion.
Schon vom 18. Jahrhundert an inspirierte der Chinesische Turm zahlreiche Künstler, die ihn sowohl als Haupt- wie als Nebenmotiv in Bilder und Zeichnungen einbezogen. Unter anderem Carl August Lebschée, Johann Michael Mettenleiter, Fritz Schider und Richard Mahn stellten das Bauwerk mit verschiedenen künstlerischen Mitteln auf unterschiedliche Weisen dar.
In der Spionage-Fernsehserie Die fünfte Kolonne (1963–68) parkt in der zweiten Episode „Das gelbe Paket“ der Hauptdarsteller mit seinem Auto vor dem Chinesischen Turm.